# Bahnstrecke Krupá–Kolešovice
| |                      |                                                |                                                |
| Kursbuchstrecke (SŽ): | 125                  |                                                |                                                |
| Streckenlänge: | 12,018 km            |                                                |                                                |
| Spurweite: | 1435 mm (Normalspur) |                                                |                                                |
| Maximale Neigung: | 12 ‰                 |                                                |                                                |
| Streckengeschwindigkeit: | 50 km/h              |                                                |                                                |
| |                      |                                                |                                                |
| \| \| \| von Chomutov (vorm. BEB) \| \| \| \| 0,000 \| Krupá \| 355 m \| \| \| \| nach Prag (vorm. BEB) \| \| \| \| 3,369 \| Lišany u Rakovníka \| Lišany u Rakovníka \| \| \| 4,985 \| Olešná u Rakovníka \| 375 m \| \| \| \| Chrášťany zastávka \| 385 m \| \| \| \| Louny–Rakovnik (vorm. Eisenbahn Rakonitz–Laun) \| \| \| \| 9,078 \| Kněževes \| 365 m \| \| \| \| Vlečka Kněževes (Museum) \| \| \| \| 9,599 \| Přílepy \| 365 m \| \| \| ~10,0 \| ehemalige Protektoratsgrenze (1938–1945) \| ehemalige Protektoratsgrenze (1938–1945) \| \| \| 12,018 \| Kolešovice früher Kolleschowitz \| 375 m \| |                      |                                                |                                                |
| Strecke |                      | von Chomutov (vorm. BEB)                       | von Chomutov (vorm. BEB)                       |
| Bahnhof | 0,000                | Krupá                                          | 355 m                                          |
| Abzweig geradeaus und nach links |                      | nach Prag (vorm. BEB)                          | nach Prag (vorm. BEB)                          |
| ehemaliger Haltepunkt / Haltestelle | 3,369                | Lišany u Rakovníka                             | Lišany u Rakovníka                             |
| Haltepunkt / Haltestelle | 4,985                | Olešná u Rakovníka                             | 375 m                                          |
| Haltepunkt / Haltestelle |                      | Chrášťany zastávka                             | 385 m                                          |
| Kreuzung geradeaus unten |                      | Louny–Rakovnik (vorm. Eisenbahn Rakonitz–Laun) | Louny–Rakovnik (vorm. Eisenbahn Rakonitz–Laun) |
| Bahnhof | 9,078                | Kněževes                                       | 365 m                                          |
| Abzweig geradeaus und von links |                      | Vlečka Kněževes (Museum)                       | Vlečka Kněževes (Museum)                       |
| Haltepunkt / Haltestelle | 9,599                | Přílepy                                        | 365 m                                          |
| Grenze | ~10,0                | ehemalige Protektoratsgrenze (1938–1945)       | ehemalige Protektoratsgrenze (1938–1945)       |
| Kopfbahnhof Streckenende | 12,018               | Kolešovice früher Kolleschowitz                | 375 m                                          |

Die Bahnstrecke Krupá–Kolešovice (auch Kolešovka) ist eine regionale Eisenbahnverbindung in Tschechien, die ursprünglich von der k.k. priv. Buschtěhrader Eisenbahn (BEB) als Lokalbahn Krupa–Kolleschowitz errichtet und betrieben wurde. Sie zweigt in Krupá von der Bahnstrecke Praha–Chomutov ab und führt in Mittelböhmen nach Kolešovice.
Nach einem Erlass der tschechischen Regierung ist die Strecke seit dem 20. Dezember 1995 als regionale Bahn („regionální dráha“) klassifiziert.

## Geschichte
Im 19. Jahrhundert entwickelte sich in der Region nordwestlich von Rakonitz ein reger Bergbau auf Steinkohle. Mehrere Schächte befanden sich südlich von Kolleschowitz und Herrndorf (Kněževes).

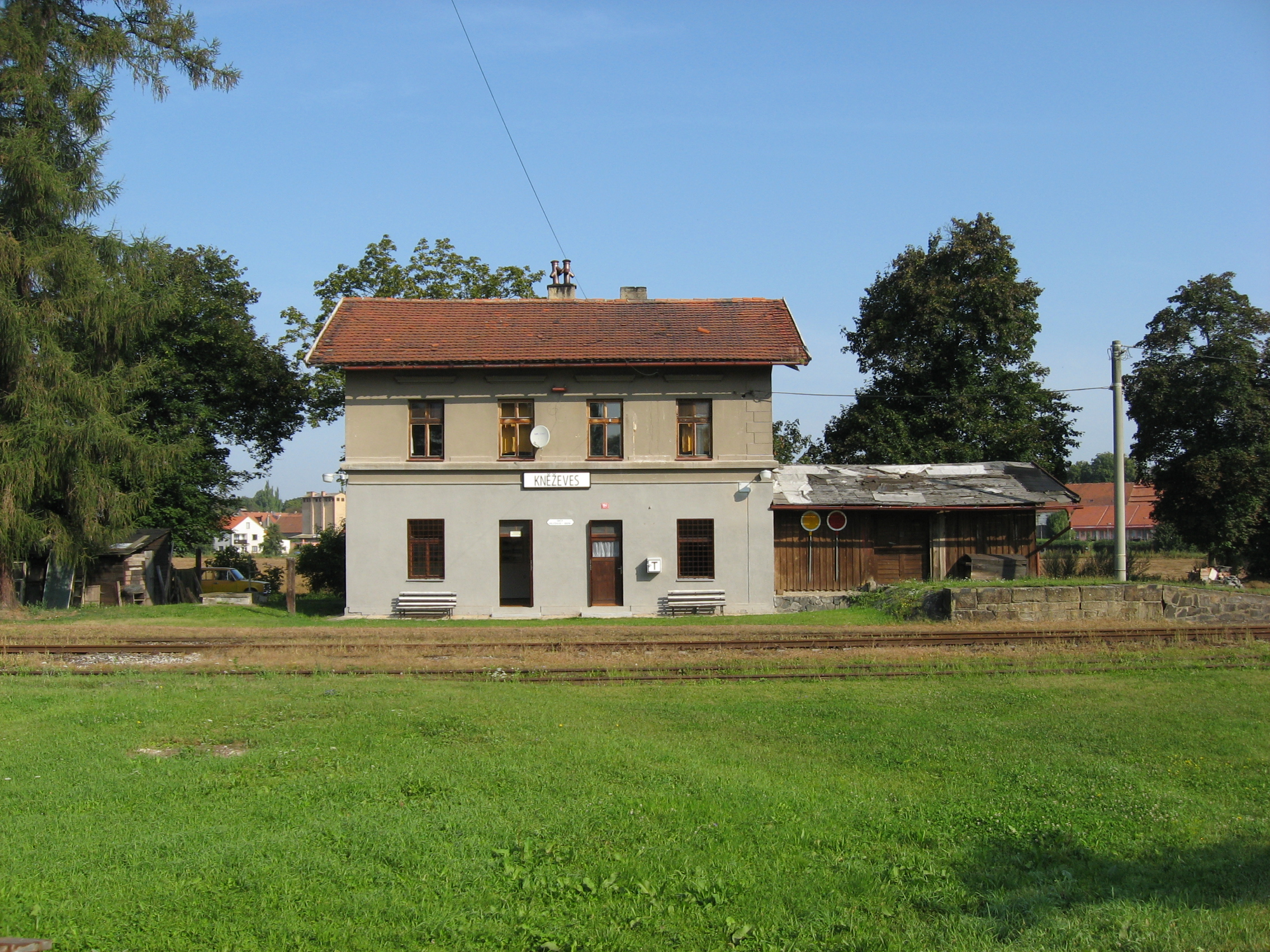
Bahnhof Kněževes (2009)

Die Konzession für die Lokalbahn Krupa–Kolleschowitz erhielten die Gründer der BCB, die Bauunternehmer Johann Muzika und Karl Schnabel am 17. Mai 1882 gemeinsam mit den Strecken Liban–Bakow und Dětenic–Dobrowitz. Teil der Konzession war die Verpflichtung, die Strecken „binnen einem Jahre … zu vollenden und dem öffentlichen Verkehre zu übergeben“. Ausgestellt war die Konzession bis zum 17. Mai 1972. Am 25. Oktober 1882 wurde die Konzession an die Buschtěhrader Eisenbahn übertragen.
Am 1. Mai 1883 wurde mit dem Bahnbau begonnen, eröffnet wurde die Strecke am 15. September 1883.
Am 1. Januar 1923 wurde die Buschtěhrader Eisenbahn verstaatlicht und die Tschechoslowakischen Staatsbahnen (ČSD) wurden Eigentümer und Betreiber der Strecke.
Nach der Angliederung des Sudetenlandes an Deutschland im Herbst 1938 lag ein Teil der Strecke auf deutschem Gebiet. Da keine direkte Anbindung an andere deutsche Strecken bestand, verblieb die Gesamtstrecke allerdings im Betrieb der nunmehrigen Protektoratsbahnen Böhmen und Mähren (ČMD-BMB). Im Reichskursbuch war die Strecke als KBS 167d Graupen–Kolleschowitz enthalten. Nach dem Zweiten Weltkrieg kam die Strecke wieder vollständig zur ČSD.
Am 1. Januar 1993 ging die Strecke im Zuge der Dismembration der Tschechoslowakei an die neu gegründeten České dráhy (ČD) über. Seit 2003 gehört sie zum Netz des staatlichen Infrastrukturbetreibers Správa železniční dopravní cesty (SŽDC), heute: Správa železnic.
Am 10. Dezember 2006 wurde der planmäßige Reisezugverkehr auf der Strecke eingestellt, der zuletzt ausschließlich mit den bewährten zweiachsigen Triebwagen der ČD-Baureihe 810 abgewickelt wurde.

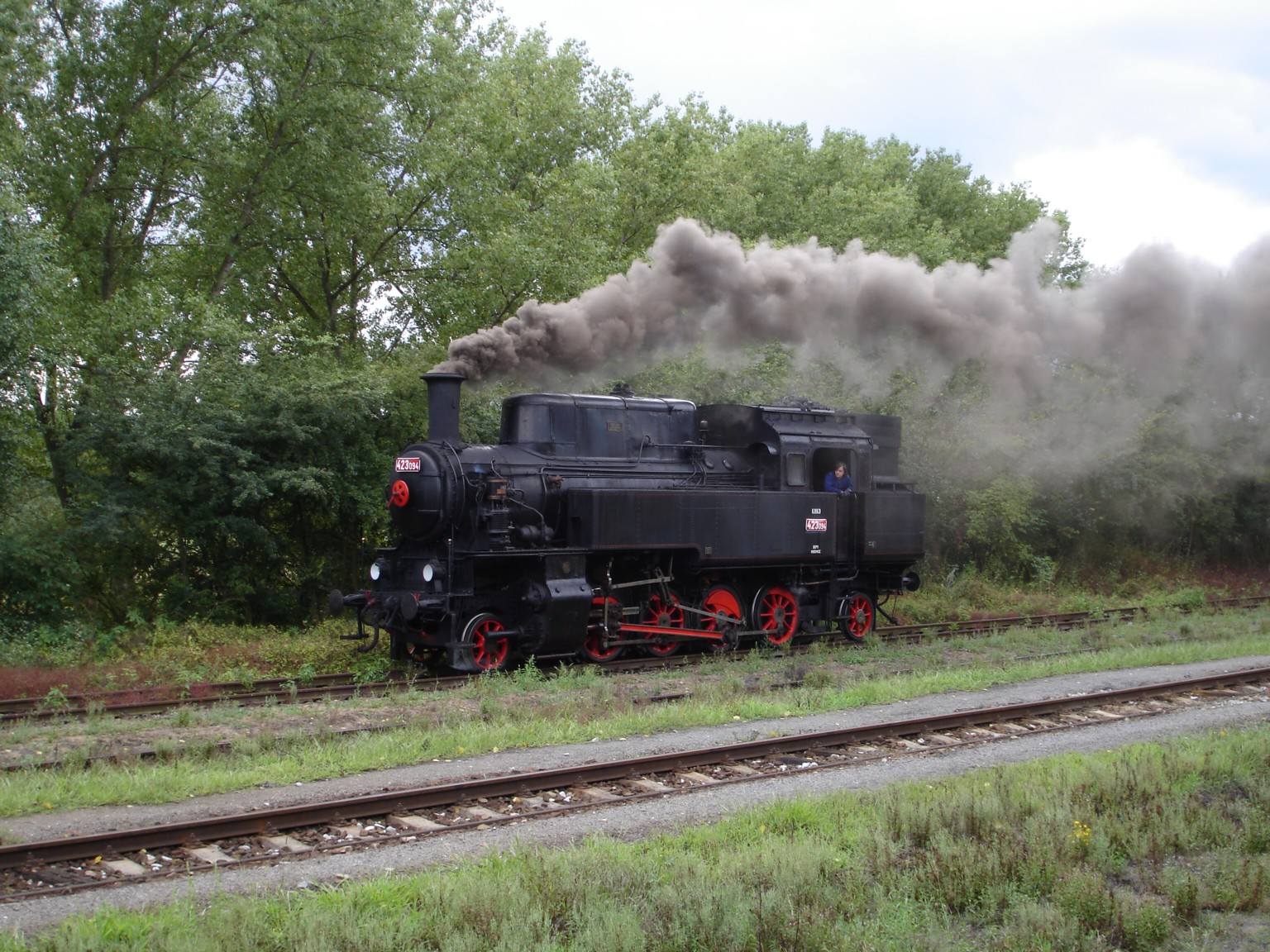
423.094 im Bahnhof Krupá (2006)

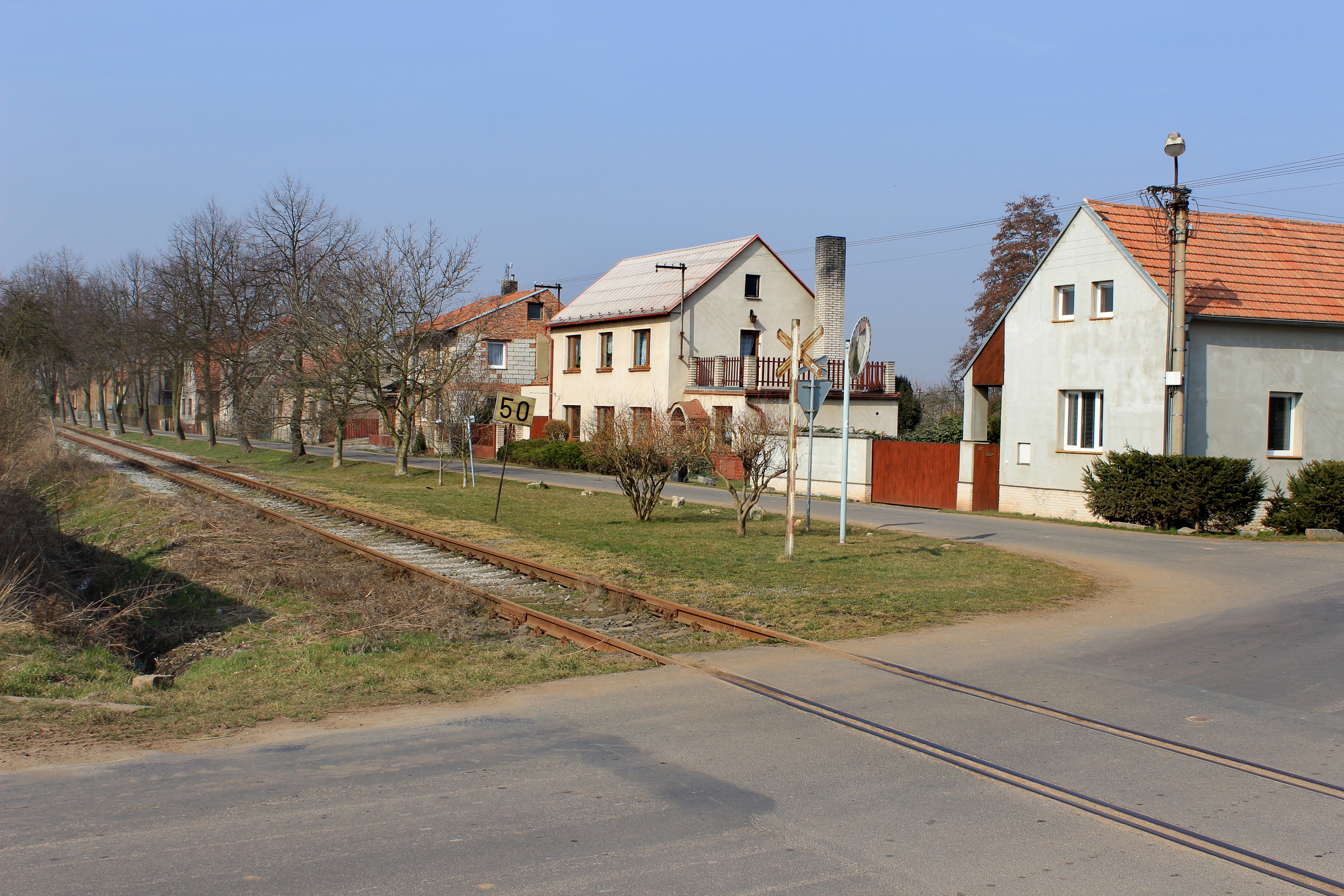
Streckengleis in Chrášťany. Der Oberbau besteht fast durchgängig aus Schienenprofilen S49 auf Betonschwellen. (2015)

Heute dient die Strecke nurmehr als Museumsbahn. In den Sommermonaten verkehren jeweils samstags zwei dampfbespannte Reisezugpaare zwischen Lužná u Rakovníka und Kolešovice des Klub historie kolejové dopravy Praha (KHKD). Zum Einsatz kommt eine vereinseigene ČSD-Zuggarnitur aus zweiachsigen 3.-Klasse-Wagen mit den Lokomotiven 423.094 oder 354.7152. In Kněževes betreibt der Verein KHKD zudem ein kleines Eisenbahnmuseum (Muzeum Vlečka Kněževes). 
Anfang Juli 2022 informierte der Betreiber der historischen Züge, Herkules KHKD im Rahmen einer Pressemitteilung, dass im Jahr 2022 kein Zugverkehr stattfinden wird. Der Mittelböhmische Kreis hatte zuvor den jährlichen Betriebskostenzuschuss von einer Milion Kronen gestrichen, der seit 2012 gezahlt worden war. Als weitere Gründe für die Einstellung der Verkehre werden rückläufige Reisendenzahlen aufgrund der Corona-Pandemie und die in den letzten Jahren zunehmende Zahl von Tagen mit extremer Trockenheit genannt, an denen aufgrund hoher Waldbrandgefahr der Betrieb mit Dampflokomotiven behördlich verboten wird.